# Полиндейка
Полинде́йка (хак. Порандай) — деревня, находится в южной части Боградского района Хакасии, 

## География
Находится в южной части района, в 30 км от райцентра — села Боград, в 82 км от республиканской столицы - г. Абакан, в 3 километрах от автотрассы Р257 Красноярск — Абакан.

## История
Полиндейка была основана до Октябрьской революции 1917 года. 

## Население
| 2002 | 2010 |
| ---- | ---- |
| 158  | ↗185 |

### Национальный состав
Этнический состав: русские, немцы, хакасы и др.

## Инфраструктура
Личное подсобное хозяйство с зоной сельскохозяйственного использования, индивидуальная застройка усадебного типа. Число хозяйств 67, население — 170 чел. (01.01.2004). 
В деревне находится ферма ФГУП племзавода «Бородинский». Основное направление — животноводство. Имеются сельский клуб, школа, библиотека.

## Транспорт
Деревня доступна автотранспортом. Остановка общественного транспорта «Полиндейка» находится примерно в 2 км. на автодороге Р257.